# Khūgān
Khūgān (persiska: خُوگان, كوكان, خوگان, خوگانِ عُليَى, خوگانِ بالا, Khowgān) är en ort i Iran.   Den ligger i provinsen Markazi, i den centrala delen av landet, 240 km sydväst om huvudstaden Teheran. Khūgān ligger 1 897 meter över havet och antalet invånare är 775.
Terrängen runt Khūgān är platt söderut, men norrut är den kuperad. Terrängen runt Khūgān sluttar söderut.Runt Khūgān är det ganska tätbefolkat, med 67 invånare per kvadratkilometer. Närmaste större samhälle är Khomeyn, 19,3 km söder om Khūgān. Trakten runt Khūgān består i huvudsak av gräsmarker.